# Sojuz TMA-6
Sojuz TMA-6 (ryska: Союз ТMA-6) var en flygning i det ryska rymdprogrammet. Flygningen gick till Internationella rymdstationen. Farkosten sköts upp från Kosmodromen i Bajkonur med en Sojuz-FG-raket den 15 april 2005. Man dockade med rymdstationen den 17 april 2005.
Den 19 juli 2005 flyttade man farkosten från Pirs-modulens nadirport till Zarjamodulens nadirport. 
Man lämnade rymdstationen den 10 oktober 2005. Några timmar senare återinträdde den i jordens atmosfär och landade i Kazakstan.
I och med att farkosten lämnade rymdstationen var Expedition 11 avslutad.